# 히라타 타카오와 셀스타즈
히라타 타카오와 셀스타즈(일본어: 平田隆夫とセルスターズ)는 일본의 음악 그룹이다.
1968년 무사시노 음악대학을 졸업한 히라타 타카오가 과거 그룹 사운드 (Group Sounds)를 표방했던 "루비즈"라는 그룹 멤버인 키쿠타니 에이키 (菊谷英紀) 등과 함께 결성했다. 1971년 8월 〈악마가 미워〉로 데뷔했고, 이듬해인 1972년 1월부터 오리콘 차트에서 5주 연속 1위를 차지하며 이름을 알렸으며, 결과적으로 100만 장 이상 (누적)을 판매하는 성과를 거뒀다. 그 다음달인 1972년 2월에 두 번째 싱글 〈꿀벌 무사시는 죽은거야〉(ハチのムサシは死んだのさ 하치노무사시와신다노사[*])를 발표했는데, 우화적인 가사 등이 주목받으며 이 또한 60만 장 이상 (누적)을 판매하며 성공했으며, 그 해에 있던 제23회 NHK 홍백가합전에 이 곡으로 출연하게 된다.
1974년에 이르러 여성 보컬 두 명이 탈퇴해 세실리아가 가입한 5인조로 활동을 이어갔으며, 1976년 RVC라는 이름의 음반사로 적을 옮겼으나 그 해 그룹을 해산했다. 1993년 여성 보컬로 마츠모토 아케미, 카와하라 마이를 영입해 재결성했고, 히라타와 키쿠타니는 사이타마 현에 소재한 스낵바 "꿀벌 무사시"에서 연주 활동을 이어가고 있었으나, 2011년 6월 12일 히라타가 사망하였다.

## 멤버
- 히라타 타카오 (平田隆夫): 피아노, 보컬, 리더.
- 키쿠타니 에이키 (菊谷英紀): 기타, 보컬
- 마츠모토 아케미 (松本朱未): 보컬
- 카와하라 마이 (川原まい): 보컬

탈퇴한 멤버
- 무라베 레미 (村部レミ, 1968 - 1973): 리드 보컬
- 미민 아이 (みみんあい, 1968 - 1973): 보컬
- 세실리아 (セシリア, 1974 - 1976): 보컬
- 코이 오사무 (小井修, 1968 - 1976): 베이스, 코러스
- 마츠야마 토오루 (松山徹, 1968 - 1973): 드럼, 코러스
- 키리하라 토시하루 (桐原利治, 1974 - 1976): 드럼